# The Switch (singolo)
The Switch è una canzone scritta da Sergio Della Monica, Domenico Canu, Alex Neri e Marco Baroni e registrata dal gruppo italo-britannico Planet Funk. La parte vocale del brano è cantata da Dan Black. Il brano è stato pubblicato come terzo singolo estratto dall'album Non Zero Sumness.
Di The Switch sono stati pubblicati numerosi remix nel 2004 e nel 2005.
È nota anche per l'utilizzo nella campagna pubblicitaria della Mitsubishi Colt del 2004.

## Il video
Il video musicale prodotto per Inside All the People è stato prodotto dalla Neue Sentimental Film diretto dal regista italiano Luca Merli a Budapest.
Il video comincia con l'immagine di una jeep militare e la speaker di una radio che annuncia il nuovo singolo dei Planet Funk, appunto the Switch, e da lì parte la musica, Dan e gli altri si trovano in una stanzetta dove eseguono la canzone e nel momento stesso si vede un ladro braccato dalla polizia che cerca rocambolescamente di scappare senza successo perché alla fine viene preso e messo dentro, il video finisce con la stessa speaker di prima e la stessa immagine della jeep militare

## Tracce
CD-Single 2003
1. The Switch (Radio Edit) - 3:14
2. The Switch (Planet Funk Posillipo Mix) - 9:18
3. The Switch (The Scumfrog's Miami Dub Mix) - 7:22
4. The Switch (Video)

CD-Maxi 2003
1. The Switch (Radio Edit) - 3:14
2. The Switch (Planet Funk Posillipo Mix) - 9:18
3. The Switch (Moonbootica Remix) - 6:16
4. The Switch (The Scumfrog's Miami Dub Mix) - 7:22
5. The Switch (Video)

CD Single 2005
1. The Switch (Album Version) - 4:44
2. The Switch (King Unique Pushin' Vocal) - 8:32
3. The Switch (Sunset Strippers Club Mix) - 6:30

CD-Maxi 2005
1. The Switch (Radio Edit) - 3:12
2. The Switch (Sunset Strippers Club Mix) - 6:30
3. The Switch (King Unique Pushin' Vocal)		8:32
4. The Switch (Album Version) - 4:44
5. The Switch (Video)

## Classifiche
| Classifica (2002-04) | Posizione più alta |
| -------------------- | ------------------ |
| Francia              | 74                 |
| Italia               | 19                 |
| Regno Unito          | 52                 |